# Paracygnus plattensis
Paracygnus plattensis — викопний вид гусеподібних птахів родини Качкові (Anatidae). Птах існував у пліоцені. Скам'янілі рештки знайдені у  формації Frontier County у штаті Небраска, США.